# Pierre Gilbert de Voisins
Pour les articles homonymes, voir Gilbert et Voisins.
Pour les autres membres de la famille, voir Famille Gilbert de Voisins.
Ne pas confondre avec Pierre Paul Alexandre Gilbert de Voisins
Pierre VI Gilbert de Voisins, marquis de Villennes, est un magistrat et administrateur français né le 13 août 1684 et mort à Paris le 20 septembre 1769. 
Issu d'une famille de parlementaires, il occupe des postes prestigieux à la fois au Parlement de Paris, au Conseil de finances pendant la polysynodie et au Conseil du roi. Il est un acteur de premier plan de l'administration de la France sous le règne de Louis XV et un juriste écouté. Vingt ans avant l'édit de tolérance de 1787, il est l'auteur d'un projet de reconnaissance du mariage protestant.

## Biographie

### Une famille de parlementaires
La famille Gilbert de Voisins est une famille de noblesse de robe, anoblie par charge en 1487 et étroitement liée au Parlement de Paris,.
Pierre Gilbert, seigneur de Voisins, sixième du nom, est le fils de Pierre V Gilbert de Voisins, marquis de Villennes (1656-1730), président au Parlement de Paris et de Geneviève-Françoise Dongois (1668-1743), fille de Nicolas Dongois, greffier en chef du Parlement. Par sa mère, il est apparenté à Nicolas Boileau.
Pierre VI Gilbert de Voisins a trois frères cadets : 
- Nicolas-Gabriel, marquis de Villennes (1685-1767), brigadier des armées du roi, sans enfant ;
- Roger-François (1690-1767), greffier en chef du Parlement de Paris, sans alliance ;
- Gilles (1692-1718), lieutenant au régiment des gardes[3].

Il épouse le 25 juillet 1714 Anne-Louise de Fieubet (1682-1759), également issue d'une famille de parlementaires, fille de Paul de Fieubet membre du Conseil des affaires du dedans pendant la polysynodie et maître des requêtes et de Marguerite (ou Angélique) de Fourcy.
L'historien François Bluche a calculé que les Gilbert de Voisins sont liés par cousinage ou parenté indirecte à 71 familles représentées au Parlement de Paris au XVIIIe siècle. Ils ont également des liens avec les familles d'intendants du commerce.

### Un maître des requêtes au Conseil de finances
Il est reçu avocat du roi au Châtelet en 1703, puis conseiller au Parlement en 1707, maître des requêtes en 1711.
En 25 septembre 1715, dans le cadre du système de la polysynodie, Gilbert de Voisins entre au Conseil de finances, en même temps que son beau-père, Paul de Fieubet, entre au Conseil des affaires de dedans du Royaume. On ignore les raisons profondes qui poussent le Régent à nommer Gilbert de Voisins à ce poste, mais son habitude des questions contentieuses, comme maître des requêtes, est un atout.
Des quatre maîtres des requêtes qui entrent au Conseil de finances,  il est celui qui reçoit les attributions les plus prestigieuses : il dirige un département qui comprend la taille et les pays d'élection. Il est donc chargé de répartir le montant de l'impôt et se retrouve par conséquent un des principaux animateurs du conseil des finances.
Gilbert de Voisins reste membre du Parlement,  mais réussit à échapper au conflit qui oppose ce dernier au Régent. En effet, comme Charles Gaspard Dodun et Goislard de Montsabert et contrairement à certains de leurs collègues qui y perdent leur place dans les conseils (Ambroise Ferrand, l'abbé Guillaume Menguy l'abbé René Pucelle) il ne siège pas lors de la séance du 20 juin 1718, pendant laquelle le Parlement se prononce contre l'édit sur les monnaies, suscitant la colère du Régent. Après la suppression de la polysynodie le 25 septembre 1718 et la mise en sommeil du Conseil de finances, Gilbert de Voisins y conserve ses attributions jusqu'à sa suppression formelle en janvier 1720.

### Du Parlement au Conseil du roi
Il poursuit sa carrière au Parlement de Paris : il y achète la charge d'avocat général, qu'il exerce de novembre 1718 à 1739. C'est ainsi qu'on le voit plaider longuement en mars 1722 pour défendre les droits des curés du diocèse de Troyes contre leur évêque, Jacques Bénigne Bossuet (neveu et homonyme du célèbre évêque de Meaux). C'est à cette époque qu'il est régulièrement désigné comme exécuteur testamentaire par des hommes riches, y compris le comte de Toulouse. 
Il devient conseiller d'État en 1740, premier président du Grand conseil en 1744, conseiller d'État ordinaire en 1747. La dignité de conseiller d'État est le plus haut degré que peuvent atteindre les magistrats. Gilbert de Voisins, à plus de 60 ans, y parvient à un âge assez avancé par rapport à la moyenne des nominations (environ 48 ans). 
En 1750, sa nomination à la charge très prestigieuse de chancelier est un moment envisagée, après que Henri d'Ormesson ait refusé le poste, mais il est finalement écarté, parce qu'on le soupçonne — à tort — de jansénisme. Mais en 1757, il est un des deux conseillers d'État admis en permanence, par décision de Louis XV, au Conseil des dépêches, parce qu'on a besoin de sa culture juridique, qui fait défaut aux secrétaires d'État nouvellement nommés. Comme le note Barbier dans son journal, il « devient par là quasi-ministre ». Jusqu'à sa mort, Gilbert de Voisins joue un rôle important au Conseil des dépêches.
En 1757, il est un des deux conseillers d'État admis en permanence, par décision de Louis XV, au Conseil des dépêches, parce qu'on a besoin de sa culture juridique, qui fait défaut aux secrétaires d'État nouvellement nommés. Comme le note Barbier dans son journal, il « devient par là quasi-ministre ». Jusqu'à sa mort, Gilbert de Voisins joue un rôle important au Conseil des dépêches.   
En 1765, Gilbert de Voisins fait partie (avec Joly de Fleury, Bertier de Sauvigny, d'Aguesseau de Fresnes et Calonne) de la commission désignée par le roi pour étudier les remontrances des Parlements liées à l'affaire La Chalotais, et participe ainsi à la rédaction du célèbre discours de la flagellation de mars 1766, par lequel Louis XV rappelle aux Parlements, de manière cinglante, que le roi est la source de toute autorité. Gilbert de Voisins est probablement le conseiller qui a plus contribué à la rédaction de ce discours. Il affirme également en privé à cette époque que le Parlement outrepasse ses droits. C'est dans ce contexte de conflit entre le roi et les Parlements que s'inscrit la rédaction de son mémoire sur les cassations, fondateur en matière de doctrine juridique.  On le voit encore en 1768 jouer un rôle d'intercesseur dans une affaire criminelle, qui conduit Louis XV à accorder une grâce à un condamné à mort pour vol avec effraction, par estime pour Gilbert de Voisins. Il apparaît clairement qu'il est considéré par ses contemporains comme un juriste éminent.

### Tolérer les protestants
À partir de 1762, Gilbert de Voisins doit s'occuper, au sein du Conseil des dépêches, des questions qui concernent les protestants. Il propose en 1763 une déclaration royale autorisant les mariages mixtes entre catholiques et luthériens en Alsace, province où la confession luthérienne est reconnue par le roi en raison des traités de Westphalie. Ce projet n'aboutit pas, en partie à cause de l'opposition du Saint-Siège. 
Plus largement, il est chargé en 1766 d'établir un « plan relatif aux religionnaires du Royaume », concernant donc tous les protestants, luthériens et calvinistes, de France. Pour cela, il rédige deux « Mémoires sur les moyens de donner aux protestants un état civil en France ». Pour les préparer, il consulte le prince de Beauvau-Craon, gouverneur du Languedoc, l'archevêque de Narbonne, Dilllon, et un protestant, Jean-Louis Lecointe, fidèle du prince de Conti, qui rédige des textes sur le sujet.
Tout en affirmant que la conversion des protestants reste « un objet définitif », Gilbert de Voisins propose d'autoriser le culte protestant privé, domestique ou avec quelques voisins, et de donner un fondement juridique aux mariages des protestants (seul le mariage célébré par l'Église catholique existe alors légalement) en le faisant reconnaître soit par un magistrat, soit par le curé, qui agirait alors non comme prêtre mais au nom du roi comme fonctionnaire. Le texte comprend un projet de déclaration royale dans ce sens, qui prévoit donc une procédure civile d’enregistrement des mariages. Ce projet est débattu quatre fois en Conseil mais est finalement abandonné, pour des raisons qui restent à éclaircir, mais en partie liées à la mort de Gilbert de Voisins.
Les mémoires de Gilbert de Voisins ne sont publiés qu'en 1787, par son petit-fils, le président au Parlement Pierre Paul Gilbert de Voisins, sous le titre Mémoires sur les moyens de donner aux protestans un état civil en France, composé de l’ordre du roi Louis XV par feu M. Gilbert de Voisins, conseiller d’État, dans un contexte où un certain nombre de parlementaires, dont Malesherbes, commencent à défendre la cause de la tolérance religieuse, ce qui aboutit à  l'édit de Versailles de 1787 (ou édit de tolérance) qui organise l’état civil des non-catholiques.

### Un grand seigneur

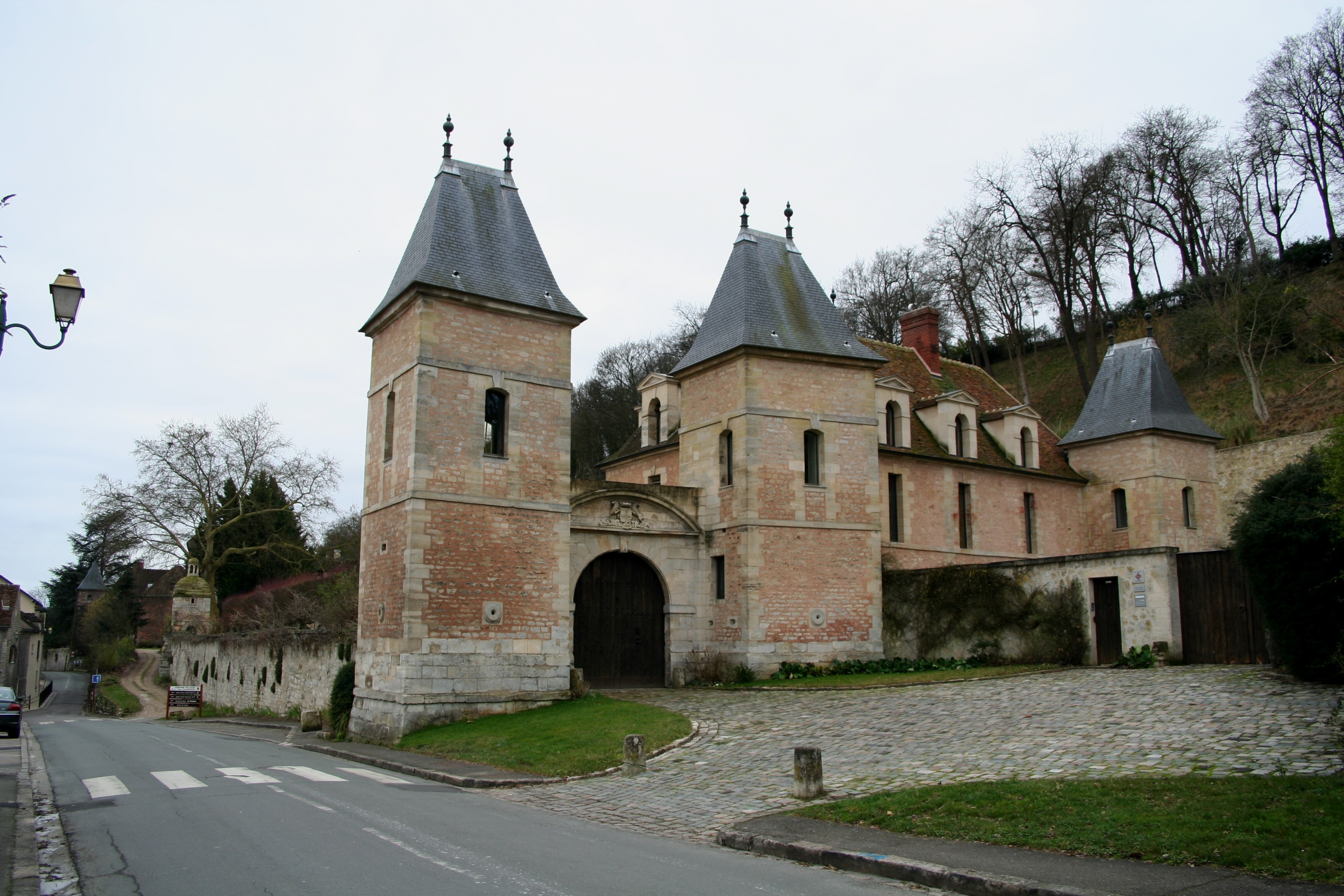
Château de Médan

Les possessions des Gilbert de Voisins sont concentrées en Île-de-France. Non loin de Versailles, Pierre VI est seigneur de Voisins, aujourd'hui Voisins-le-Bretonneux, mais possède aussi le marquisat et le château  de Villennes et le château de Médan. Il a aussi des possessions en Vexin, où il est seigneur de Haute-Isle, du hameau voisin de Chantenesle et de Bouconvillers. Les Gilbert de Voisins sont aussi des propriétaires fonciers à Paris et dans les faubourgs.
En mourant, le grand-père de Pierre VI, Nicolas Dongois, laisse un héritage considérable de deux millions de livres, qui enrichit les Gilbert de Voisins. Ils emploient huit domestiques, ce qui est la moyenne courante des familles parlementaires. Gilbert de Voisins est un bibliophile averti et possède notamment des ouvrages de théologie.

## Postérité
Pierre VI Gilbert de Voisins et Anne-Louise de Fieubet ont cinq enfants :
- Pierre-Paul Gilbert de Voisins (1715-1754), conseiller d'Etat, président au Parlement, marié à Marie-Marthe de Cotte, fille de Jules-Robert de Cotte, qui continue la famille ;
- Pierre-Louis Gilbert de Voisins (1717-1744), conseiller au Parlement, sans alliance ;
- Nicolas Gilbert de Voisins, mort en 1744, chevalier de Malte ;
- deux filles mortes jeunes[3].